# St. Gallus (Detfurth)

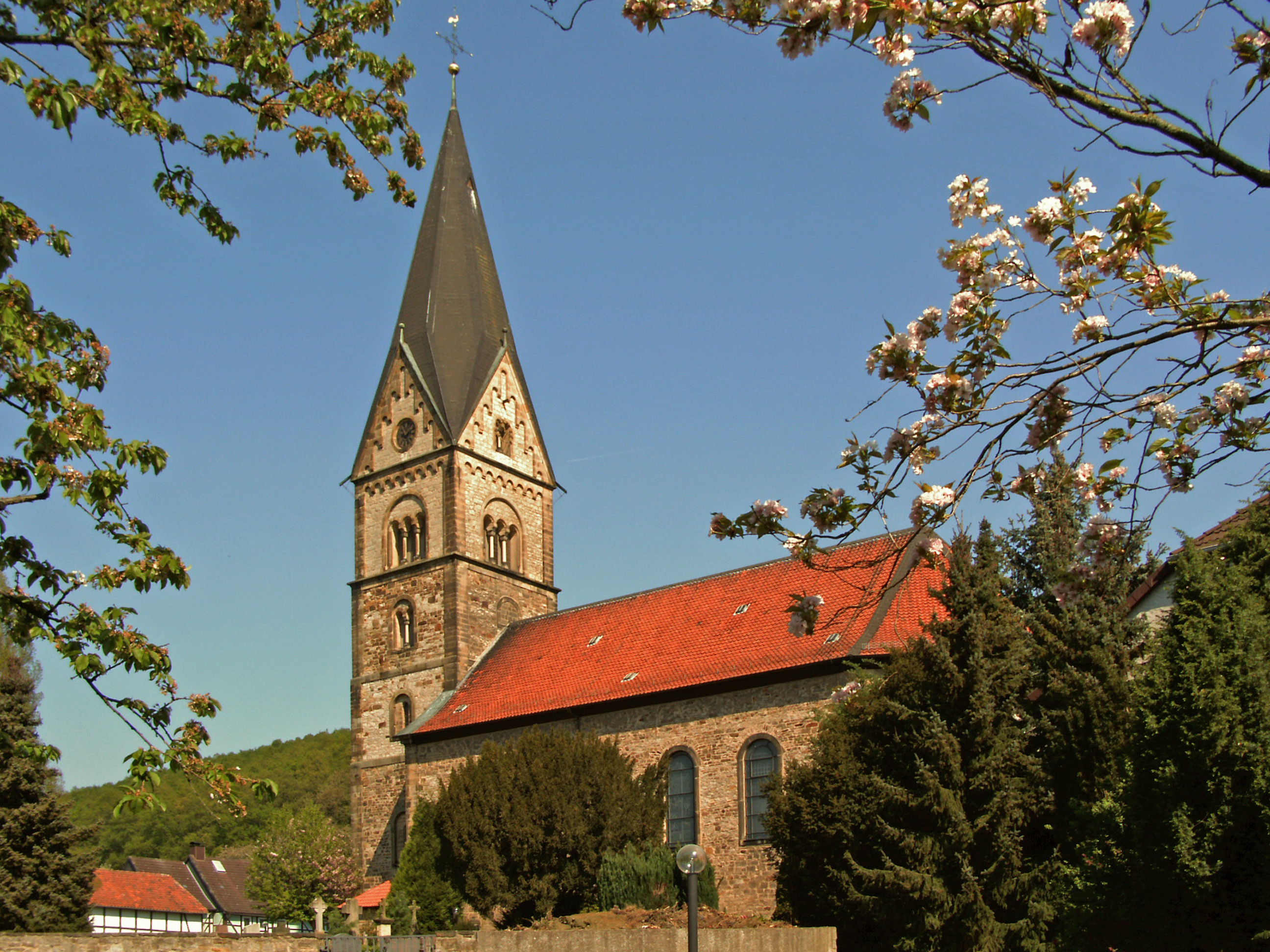
Pfarrkirche St. Gallus

St. Gallus ist eine römisch-katholische Pfarrkirche in der Ortschaft Detfurth der Stadt Bad Salzdetfurth im niedersächsischen Landkreis Hildesheim. Ihre gleichnamige Pfarrei gehört zum Dekanat Alfeld-Detfurth des Bistums Hildesheim.

## Geschichte
In einer Urkunde des Archidiakons und Dompropstes Berthold wird im Jahre 1207 die Siedlung Dethmerode genannt. Dieser beschreibt darin das Archidiakonat Detfurth mit den Siedlungen Bodenburg, Breinum, Heinde, Wehrstedt und Wesseln. Die Entwicklung von Detfurth an der alten Völkerstraße steht im engen Zusammenhang mit der Gründung der Taufkirche St. Gallus durch den Bischof von Hildesheim. Ob die Kirche bereits im 9. Jahrhundert gegründet wurde, ist unsicher, da sich ihr St. Gallus-Patrozinium erst im 14. Jahrhundert im Hildesheimer Raum ausbreitete. Im Jahr 1207 wird ein Seelsorger namens Hermann bestätigt. Die Gründung des Archidiakonats steht vermutlich mit der Malstätte in Verbindung, wo das Goding des Bezirkes gehalten wurde. In diesem Zusammenhang wird Detfurth bereits 1194 erwähnt. Dort huldigten 1232 Vertrete ganz Ostfalens dem Hildesheimer Bischof. Im Jahre 1282 übertrug Bischof Siegfried II. dem Domkapitel die Taufkirche. Damit gelangte das Capitulum ecclesiae Hildesheim auch in den Besitz der Patronatsrechte. Im Verlauf der Bannreformen im Hochstift Hildesheim wurde Detfurth mit Alfeld vereinigt. Als Archidiakon von Alfeld und Detfurth tritt im Jahre 1308 erstmals Ernst von Hagen auf. Mitte des 15. Jahrhunderts wurde der Altar Heilig Kreuz in der St-Gallus-Kirche durch den Pfarrer Thidericus Vogel mit einer Stiftung von 100 rheinischen Gulden ausgestattet.
Detfurth gehörte in das Amt Marienburg. Nach der Hildesheimer Stiftsfehde (1519–1523) verblieb das Amt, gemäß den Bestimmungen des Quedlinburger Rezesses, unter bischöflichem Einfluss. Während des Dreißigjährigen Krieges konnte sich 1637, aufgrund der nahen Grenzlage zu den reformierten Pfarreien des Herzogtums Braunschweig, jedoch in Detfurth ein lutherischer Prädikant niederlassen. 1643 erfolgte die Restitution des Großen Stiftes an den Hildesheimer Fürstbischof. Dadurch gelangten Detfurth und Salzdetfurth bis zum Westfälischen Frieden 1648 wieder unter die Oberaufsicht des Fürstbischofs. In Anbetracht der drohenden Rekatholisierung sah sich der lutherische Prädikant vermutlich gezwungen, die Pfarrei St. Gallus aufzugeben. Die Reformation von St. Gallus erscheint zweifelhaft, weil sich im bischöflichen Amt Marienburg, langfristig gesehen, keine evangelischen Pfarreien entwickeln konnten.
Wirtschaftlich gesehen stand das landwirtschaftlich orientierte Detfurth bald im Schatten der evangelischen Gemeinde Salzdetfurth. Als katholische Bastion gegen Salzdetfurth wurde im 18. Jahrhundert der Zirkel Detfurtensis mit den Gemeinden Detfurth, Itzum, Söder, Westfeld, Groß und Klein Düngen gegründet.
Für die baufällige Pfarrkirche wurde von 1772 bis 1779 das heutige Gotteshaus gebaut. 1925 war Detfurth konfessionell mit 97,2 Prozent der Gesamtbevölkerung noch fast ausnahmslos katholisch. Nach dem Zweiten Weltkrieg kamen nur wenige Heimatvertriebene und Flüchtlinge in die Gemeinde, da sich viele aufgrund besserer Arbeitsmöglichkeiten in Bad Salzdetfurth niederließen. St. Gallus übernahm aber die Betreuung der katholischen Christen im Nordteil von Bad Salzdetfurth.
Am 1. November 2014 wurde die neue Pfarrgemeinde St. Gallus in Bad Salzdetfurth gegründet. Zur Detfurther Pfarrkirche St. Gallus gehören die Filialkirchen Heilige Familie in Bad Salzdetfurth, St. Laurentius in Bodenburg, St. Cosmas und Damian in Groß Düngen, St. Bernward in Klein Düngen, St. Johannes Evangelist in Hockeln, St. Johannes Baptist in Wesseln und Mariä Himmelfahrt in Westfeld.

## Architektur

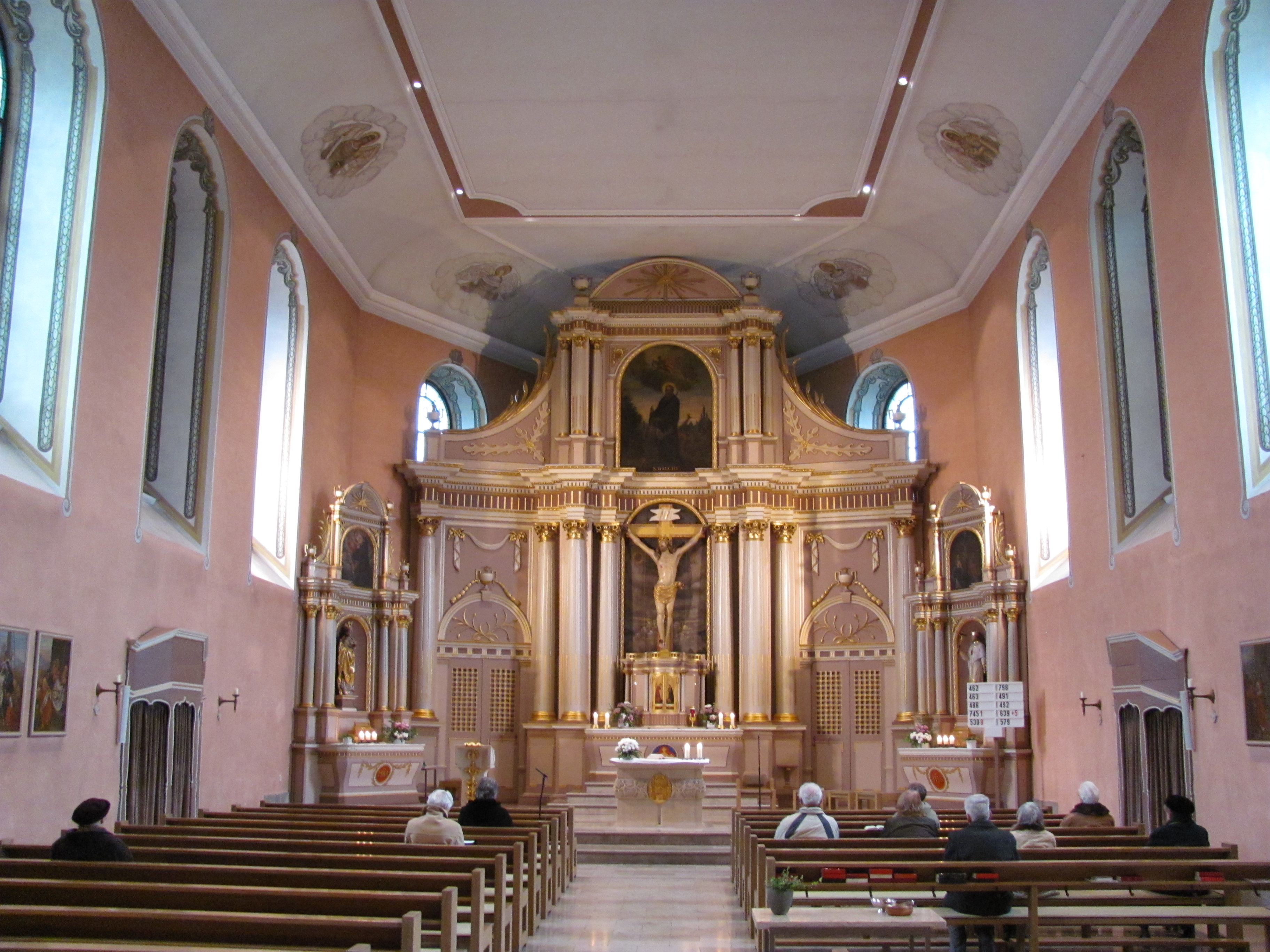
Innenansicht

Die in den Jahren 1772 bis 1779 aus Bruchsteinen gebaute Kirche ersetzte die baufällige alte Kirche. Der neoromanische Turm der für einen Ort von der Größe Detfurths auffallend großen Kirche wurde 1899 aufgestockt. Die Kirche hat zehn hochliegende Rundbogenfenster, von denen vier Glasmalereien aufweisen. Das Kircheninnere mit drei Altären ist im Stil des Klassizismus gehalten. Bei der Restaurierung der Kirche von 1983 bis 1984 wurden an den Wänden Reste der ursprünglichen Bemalung freigelegt.